# Islamul în Estonia
Estonia, o țară din Europa de Nord, are o minoritate islamică mică, numărând 1508 persoane, conform datelor recensământului din 2011, aici fiind una din cele mai mici comunități islamice din Europa. Cu toate acestea, potrivit unor cercetări și surse diverse, numărul musulmanilor din Estonia este semnificativ mai mare, între 10.000 și 20.000 de persoane. În țară există o singură moschee, Centrul Cultural Islamic Turath.

## Istoric
Cea mai veche prezență documentată a musulmanilor în Estonia a avut loc atunci când soldații musulmani (tătari) din Rusia au sosit în Estonia în timpul Războiului Livonian. Musulmanii, în principal sunniți tătari și șiiți azeri, au emigrat în Estonia relativ devreme, odată cu anexarea Livoniei și Estoniei de către Imperiul Rus în 1721. Din 1860, membrii comunității tătare au început să devină activi, stabilindu-se în centrul orașului Narva. Cu toate acestea, majoritatea musulmanilor și a descendenților lor sunt persoane care au sosit în Estonia în perioada sovietică (1940-1991). Prima organizație musulmană, „Narva Muhamedi Kogudus”, a fost înregistrată în conformitate cu legile Republicii Estonia independente în 1928, iar a doua, „Tallinna Muhamedi Usuühing”, în 1939. Clădirea construită de comunitate în Narva, finanțată prin donații, a fost transformată în moschee. Cu toate acestea, în 1940, cu sosirea puterii sovietice, adunarea a fost interzisă, iar clădirea a fost complet distrusă în timpul bombardamentului orașului în al Doilea Război Mondial în 1944. 
În prezent, în Estonia există o singură moschee funcțională. În toamna anului 2008, guvernatorul unuia dintre emiratele arabe, Sultan bin Mohammed Al-Qasimi, s-a adresat autorităților orașului Tallinn cu o solicitare de alocare a unui teren pentru construirea unei moschei și a unui centru cultural pentru musulmanii locali. Cu toate acestea, decizia de construire a moscheii în Tallinn nu a fost încă luată. Imamul șef al comunității este Ildar Muhamedșin, un tătar născut în Estonia și vorbitor de limba estonă.

## Musulmani de diferite grupuri etnice în Estonia
Musulmanii din Estonia provin din diverse grupuri etnice, inclusiv tătari, azeri, turci, pakistanezi, bangladezi, iranieni, nigerieni, egipteni etc.

## Legături externe
- Mis on Islam
- islam.ee
- Overview of Islam in Estonia (in Estonian) Arhivat în 11 martie 2007, la Wayback Machine.
- Halal food in Estonia